# Komisarz Światła
Komisarz Światła (alb. Komisari i Dritës) – albański film fabularny z roku 1966 w reżyserii Dhimitra Anagnostiego.

## Opis fabuły
Po zakończeniu wojny były partyzant Dritan Shkaba wraca do rodzinnej wsi w górach, aby tam uruchomić szkołę. Wrogo nastawiona do Shkaby jest miejscowa ludność, która walczy przeciwko władzy komunistycznej, a także cieszący się szacunkiem lokalnej społeczności ksiądz katolicki Pal. Dritan otwarcie sprzeciwia się zacofaniu wynikającemu z prawa zwyczajowego i tradycyjnej roli kobiet. Dotyczy to szczególnie Rudiny, która wbrew miejscowym zwyczajom chce zostać nauczycielką. Osamotniony Dritan zostaje zabity w szkole, którą stworzył.
Film poświęcony pamięci nauczyciela Ndreka Ndue Gjoki. Zdjęcia do filmu realizowano w okolicach Rrëshenu.

## Obsada
- Rikard Ljarja jako Dritan Shkaba
- Ndrek Luca jako ksiądz Pal
- Ndrek Prela jako dziadek Dritana
- Preng Lëkunda jako Doda, wujek Rudiny
- Roza Xhuxha jako Rudina
- Mihal Stefa jako kościelny
- Reshat Arbana jako Pjetër Mustakuqi
- Loro Kovaçi jako Plaku
- Fejzi Spahiu jako komisarz
- Mario Ashiku jako Ndre Gjetani
- Liza Vorfi jako Dava, żona Prenka
- Viktor Zhysti jako Mark Dedina
- Mark Kola jako przewodniczący Rady
- Antoneta Papapavli jako Ngjela
- Sulejman Dibra jako ranny partyzant w domu Dody
- Vitore Nino jako matka Pëllumba Curriego
- Bardhyl Baholli
- Adriatik Bakiraj
- Murat Basha
- Viktor Bruçeti
- Adrian Devolli
- Preng Lekunda
- Ermira Lika
- Lazarin Mazreku
- Gazmend Musaraj
- Aleksandër Naqi
- Ndoc Sheldia
- Todi Thanasi
- Mark Topallaj